# Gooliganahalli, Kolar
Gooliganahalli là một làng thuộc tehsil Kolar, huyện Kolar, bang Karnataka, Ấn Độ.